# پرفکتو یاسای جونیور
پرفکتو یاسای جونیور (انگلیسی: Perfecto Yasay Jr. ; زاده ۲۷ ژانویهٔ ۱۹۴۷ – درگذشته ۱۲ ژوئن ۲۰۲۰) یک سیاستمدار بوروکرات فیلیپینی بود که از ۳۰ ژوئن ۲۰۱۶ تا ۸ مارس ۲۰۱۷ به عنوان وزیر امورخارجه موقت فیلیپین خدمت کرد، وی توسط کمیسیون انتصاب به دلیل وجود نگرانی و سوالاتی در مورد تابعیت وی رد صلاحیت شد.
یاسای نیز به عنوان رئیس کمیسیون بورس و اوراق بهادار (SEC) خدمت کرد و کاندیدای معاون ریاست حزب بنگون پیلیپیناس در انتخابات ۲۰۱۰ فیلیپین بود که در کنار ادی ویلانوا حزب را اداره می‌کرد.

## مرگ
یاسای در ۱۲ ژوئن ۲۰۲۰ به گفته همسرش به دلیل ابتلاء به ذات‌الریه درگذشت. علاوه بر این همسرش اظهار داشت عارضه ذات الریه با عود کردن سرطان و همچنین ویروس کووید ۱۹ تشدید شد، مرگ او همزمان بود با پاندمی ویروس کرونا.